# Bodinayakanur
Bodinayakanur fou un estat tributari protegit del tipus zamindari al districte de Madura, presidència de Madras. La superfície era de 254 km². Estava situat en una vall entre les muntanyes de Travancore i de Palani, regat pel riu Teni. Fou un dels 72 naikats o nayaks palaiyam originals de Madura.
Fou fundat vers el 1336 per una família emigrada de Guti (Gooty) per concessió del rei de Vijayanagar. El 1776 fou ocupat per Haidar Ali de Mysore i encara que durant un breu període va recuperar la independència com a tributari, fou confiscat per Tipu Sultan per haver-se retardat en el tribut. Vers el 1790 fou ocupat per Travancore però el 1793 el poligar local el va recuperar; quan el 1795 els britànics van intentar establir el districte, el poligar s'hi va resistir; finalment fou reconegut com a tributari i fou un dels més grans dels 24 palaiyams que es van establir, amb 40 pobles i una renda de 7000 lliures a l'any pagant un tribut de 1534 lliures.
La capital era Bodinayakanur amb 14.759 habitants el 1881.